# Alberto Rujana
Alberto Rujanah Perdomo (en hebreo: אלברט רוחנה‎ en árabe: أَلْبِٰرْتَوْ رُّوْجَانَة‎ Alberto Rujanah); (Beirut, Líbano; 29 de marzo de 1955) es un escritor, deportista y entrenador de fútbol colombo-libanés de ascendencia judío-siria.

## Plano personal

### Biografía
Su familia es sirio-libanesa compuesta por sus padres y 12 hermanos, que en busca de un mejor futuro a mediados de la década de los 50's decidieron emigrar hacia Colombia.
Al país cafetero llegaron en un barco cruzando todo el océano desde su natal Beirut hasta la ciudad de Barranquilla. Ya en Colombia tomaron otro barco cruzando el Río Magdalena hasta Neiva y se establecieron en el corregimiento de Vegalarga. Además, a su llegada al país cafetero cambiaron sus apellidos por los de "Rujana Perdomo" y continuaron con sus estudios de bachillerato en el colegio técnico superior.

### Formación académica
Alberto estudia la carrera de educación física recreación y deporte en la Universidad Surcolombiana. Tiempo después se especializa como director técnico de fútbol en Italia donde hizo sus prácticas en las inferiores del AC Milan.

### Escritor
Paralelamente a la dirección técnica de fútbol se ha dedicado a escribir libros deportivos; a la fecha ha escrito seis.
- Como llegar al pressing "Un sistema para no dejar pensar".
- Los Espacios en la zona pressing.
- Método y eficiencia en el fútbol.
- Juegos aplicados a la zona.
- El fútbol que no sabemos (2010).
- 100 recetas para ver un partido de fútbol (2015).

### Alto rendimiento
Como deportista profesional participó en las disciplinas de Lanzamiento de bala, Atletismo y Fútbol.

## Trayectoria

### Debut como futbolista en Millonarios FC
Paralelamente al iniciar sus estudios universitarios fue contactado por el reconocido formador y cazatalentos Jaime Arroyave quien al ver que él era un estudiante destacado en todos los deportes decidió brindarle la oportunidad de probarse con Millonarios en sus divisiones menores. Al poco tiempo el entrenador del equipo profesional de aquel época, Gabriel Ochoa Uribe lo promueve al plantel absoluto.
En 1972 tan solo disputa dos partidos de pretemporada frente al Deportes Tolima en la antigua sede del barrio Minuto de Dios en donde convirtió un doblete y otro amistoso internacional frente al Estrella Roja de Belgrado. En estos encuentros jugó en la posición de puntero izquierdo haciendo un tridente en ataque con Willington Ortiz y Eladio Vásquez. 
Aunque Rujana estuvo convocado para disputar algunos encuentros del Torneo Apertura y ser campeón del mismo, decidió renunciar tras tener discrepancias con el entrenador por la manera que este lo trataba. 

"Cuando llegue a Millonarios empezábamos el entrenamiento a las 9:00 AM y terminábamos a las 2:00 PM. Yo decía, sí el médico Ochoa es campeón con este método nosotros porqué no lo hacemos"
Declaración de Rujana sobre como era la metodología de entrenamientos de Ochoa Uribe en Millonarios y como él la replicó en su etapa de entrenador.

### Como entrenador
Dio sus primeros pasos como asistente técnico en el Once Caldas de Manizales, para la temporada 1991 el Atlético Huila le da la oportunidad de ser el entrenador del equipo profesional en el club opita al cual estuvo dirigiendo hasta 1999, cuando recibe una oferta de ir hasta el fútbol peruano a dirigir el Unión Minas donde dirige toda la temporada tras no renovar estuvo un año sin dirigir.
Comenzado el 2001 firma por dos temporadas en el Real Cartagena dirigiendo 66 partidos.
Para junio de 2002 dirige en el fútbol venezolano al UA Maracaibo, habiendo reforzado al equipo con jugadores de gran trayectoria como Rafael Dudamel, Adolfo Valencia, Arley Betancourth, Wilson Cano, entre otros, terminó siendo subcampeón. Volvería a dirigir al club en la temporada 2009-2010.
Después dirige eñen el Club Deportivo FAS de El Salvador, estando pocos partidos almando del club acusa a gran parte del plantel de amañar y vender partidos. Tiempo más adelante 14 jugadores que referencia fueron suspendidos de por vida.
Sus últimas experiencias fueron dirigiendo al Club Llaneros de Villavicencio y nuevamente al Atlético Huila de Neiva.

## Clubes

### Como jugador
| Club        | País     | Año  | PJ (G) |
| ----------- | -------- | ---- | ------ |
| Millonarios | Colombia | 1972 | 2 (2)  |

### Como asistente
| Club                    | País     | Año       | Asistente De          |
| ----------------------- | -------- | --------- | --------------------- |
| Selección Huila         | Colombia | 1982-1989 | Álvaro de Jesús Gómez |
| Once Caldas             | Colombia | 1991      | Álvaro de Jesús Gómez |
| Once Caldas             | Colombia | 1996-1998 | Javier Álvarez        |
| Academia FC             | Colombia | 2011-2012 | Jaime Rodríguez       |
| Atlético Huila Femenino | Colombia | 2018      | Virgilio Puerto       |

### Como entrenador
| Equipo         | País                   | Desde                | Hasta                    | Partidos | Partidos | Partidos | Partidos |
| PJ             | PG                     | PE                   | PP                       |          |          |          |          |
| -------------- | ---------------------- | -------------------- | ------------------------ | -------- | -------- | -------- | -------- |
| Atlético Huila | Bandera de Colombia    | 1 de enero de 1992   | 30 de diciembre de 1995  | 148      | 50       | 46       | 52       |
| Unión Minas    | Bandera de Perú        | 1 de enero de 1999   | 30 de diciembre de 1999  | 44       | 13       | 14       | 17       |
| Real Cartagena | Bandera de Colombia    | 1 de enero de 2001   | 30 de julio de 2002      | 66       | 15       | 21       | 30       |
| UA Maracaibo   | Bandera de Venezuela   | 1 de agosto de 2002  | 6 de octubre de 2002     | 9        | 2        | 4        | 3        |
| UA Maracaibo   | Bandera de Venezuela   | 1 de julio de 2009   | 30 de junio de 2010      | 32       | 9        | 7        | 16       |
| FAS            | Bandera de El Salvador | 1 de julio de 2010   | 20 de septiembre de 2010 | 12       | 2        | 4        | 6        |
| Club Llaneros  | Bandera de Colombia    | 1 de julio de 2012   | 31 de octubre de 2013    | 70       | 23       | 18       | 29       |
| Atlético Huila | Bandera de Colombia    | 18 de agosto de 2021 | 25 de octubre de 2021    |          |          |          |          |
| Total          | Total                  | Total                | Total                    | 381      | 114      | 114      | 153      |

## Palmarés

### Como jugador
| Título          | Club        | País     | Año  |
| --------------- | ----------- | -------- | ---- |
| Torneo Apertura | Millonarios | Colombia | 1972 |

### Como entrenador
| Título    | Club           | País     | Año  |
| --------- | -------------- | -------- | ---- |
| Primera B | Atlético Huila | Colombia | 1992 |